# Struktura organizacyjna Wojska Polskiego na przełomie lat 50/60 XX w.
Wojsko Polskie na przełomie lat 50/60 XX w.

## Skład
Ministerstwo Obrony Narodowej

## Warszawski Okręg Wojskowy
- 1 Dywizja Zmechanizowana – Legionowo
  - 1 pułk zmechanizowany – Wesoła
  - 2 pułk zmechanizowany – Skierniewice
  - 3 pułk zmechanizowany – Ciechanów
  - 11 pułk czołgów – Giżycko
  - 1 pułk artylerii haubic – Bartoszyce
  - 5 dywizjon artylerii rakietowej – Lidzbark Warmiński
  - 14 batalion rozpoznawczy – Bartoszyce
  - 1 batalion saperów – Legionowo
  - 1 batalion łączności – Legionowo

- 3 Dywizja Piechoty – Lublin
  - 7 pułk piechoty  – Lublin
  - 8 pułk piechoty   – Hrubieszów
  - 45 pułk piechoty   – Siedlce
  - 23 batalion czołgów – Włodawa
  - 5 pułk artylerii – Chełm
  - 3 dywizjon artylerii przeciwpancernej – Hrubieszów
  - 18 dywizjon artylerii przeciwlotniczej – Siedlce
  - 4 batalion saperów – Sandomierz
  - 53 batalion łączności – Lublin
- 6 Pomorska Dywizja Powietrznodesantowa – Kraków
  - 9 szkolny batalion powietrznodesantowy – Kraków
  - 10 batalion powietrznodesantowy – Kraków
  - 16 batalion powietrznodesantowy – Kraków
  - 5 dywizjon artylerii – Kraków
  - 19 batalion rozpoznawczy – Bielsko

- 9 Dywizja Piechoty – Rzeszów
  - 4 pułk piechoty  – Kielce
  - 14 pułk piechoty   – Tarnów
  - 30 pułk piechoty  – Rzeszów
  - 24 batalion czołgów – Sanok
  - 40 pułk artylerii – Jarosław
  - 12 dywizjon artylerii przeciwpancernej – Przemyśl
  - 25 dywizjon artylerii przeciwlotniczej – Jarosław
  - 13 batalion saperów – Dębica
  - 29 batalion łączności – Rzeszów

- 15 Dywizja Zmechanizowana – Olsztyn
  - 50 pułk zmechanizowany – Lidzbark
  - 75 pułk zmechanizowany – Bartoszyce
  - 94 pułk zmechanizowany – Morąg
  - 35 pułk czołgów – Ostróda
  - 55 dywizjon artylerii haubic – Morąg
  - 95 dywizjon artylerii haubic – Morąg
  - 19 dywizjon artylerii rakietowej – Morąg
  - 46 dywizjon artylerii przeciwlotniczej – Olsztyn
  - 12 batalion rozpoznawczy – Biskupiec
  - 46 batalion saperów – Olsztyn
  - 27 batalion łączności – Olsztyn
- 8 Dywizja Artylerii – Bemowo Piskie
  - 15 Brygada Artylerii Armat – Węgorzewo
  - 29 Brygada Artylerii Haubic – Bemowo Piskie
  - 32 Brygada Artylerii Haubic – Orzysz
  - 24 Brygada Moździerzy – Orzysz
- 80 dywizjon artylerii ppanc – Suwałki
- 23 dywizjon artylerii armat – Bielsko
- 50 dywizjon artylerii plot – Giżycko
- 2 Ciężka Brygada Saperów – Kazuń
- 7 pułk pontonowy – Płock
- 37 batalion saperów – Modlin
- 51 batalion saperów – Ełk
- 9 pułk łączności – Legionowo

## Pomorski Okręg Wojskowy
- 8 Drezdeńska Dywizja Zmechanizowana – Koszalin
  - 32 pułk zmechanizowany – Kołobrzeg
  - 39 pułk zmechanizowany – Trzebiatów
  - 82 pułk zmechanizowany – Kołobrzeg
  - 9 pułk czołgów – Słupsk
  - 34 pułk artylerii haubic – Kołobrzeg
  - 88 dywizjon artylerii przeciwlotniczej – Koszalin
  - 1 dywizjon artylerii rakietowej – Trzebiatów
  - 5 batalion rozpoznawczy – Gryfice
  - 19 batalion saperów – Unieście
  - 28 batalion łączności – Koszalin

- 12 Dywizja Zmechanizowana – Szczecin
  - 5  pułk zmechanizowany – Szczecin
  - 9 pułk zmechanizowany – Stargard
  - 41 pułk zmechanizowany – Szczecin
  - 16 pułk czołgów – Szczecin
  - 2 pułk artylerii haubic – Szczecin
  - 22 dywizjon artylerii rakietowej – Szczecin
  - 22 dywizjon artylerii przeciwlotniczej – Szczecin
  - 16 batalion rozpoznawczy – Szczecin
  - 17 batalion saperów – Szczecin
  - 33 batalion łączności – Szczecin

- 16 Kaszubska Dywizja Pancerna – Elbląg
  - 1 pułk czołgów – Elbląg
  - 14 pułk czołgów – Braniewo
  - 58 pułk czołgów – Elbląg
  - 55 pułk zmechanizowany – Braniewo
  - 41 dywizjon artylerii haubic – Gdańsk
  - 4 dywizjon artylerii rakietowej – Malbork
  - 13 dywizjon artylerii przeciwlotniczej – Elbląg
  - 47 batalion saperów – Tczew
  - 43 batalion łączności – Elbląg

- 20 Dywizja Pancerna – Szczecinek
  - 20 pułk czołgów – Stargard Szczeciński
  - 28 pułk czołgów – Czarne
  - 68 pułk czołgów – Złocieniec (Budowo)
  - 49 pułk zmechanizowany – Wałcz
- 105 dywizjon artylerii haubic – Choszczno
- 7 dywizjon artylerii rakietowej – Choszczno
- 30 dywizjon artylerii przeciwlotniczej – Stargard
- 8 batalion rozpoznawczy – Piła
- 73 batalion saperów – Złocieniec (Budowo)
- 63 batalion łączności – Szczecinek

- 23 Dywizja Piechoty – Gdańsk
  - 34 pułk piechoty – Słupsk
  - 76 pułk piechoty – Gdańsk
  - 79 pułk piechoty – Lębork
  - 11 batalion czołgów – Słupsk
  - 41 pułk artylerii – Gdańsk
  - 93 pułk artylerii przeciwpancernej – Kwidzyn
  - 29 dywizjon artylerii przeciwlotniczej – Gdańsk
  - 58 batalion saperów – Gdynia
  - 37 batalion łączności – Gdańsk
- 6 Brygada Artylerii Armat – Grudziądz
- 101 pułk artylerii przeciwpancernej – Kwidzyn
- 74 szkolny dywizjon artylerii – Toruń
- 16 Dywizja Artylerii Przeciwlotniczej – Grudziądz
  - 65 pułk artylerii przeciwlotniczej – Brodnica
  - 82 pułk artylerii przeciwlotniczej – Rogowo
- 3 pułk pontonowy – Włocławek
- 5 pułk saperów – Szczecin
- 2 batalion miotaczy ognia – Orzysz
- 4 batalion ratownictwa chemicznego – Grupa
- 26 batalion obrony przeciwchemicznej – Inowrocław
- 2 pułk łączności – Bydgoszcz

## Śląski Okręg Wojskowy
- 2 Warszawska Dywizja Zmechanizowana – Nysa
  - 6 pułk zmechanizowany – Częstochowa
  - 27 pułk zmechanizowany – Kłodzko
  - 33 pułk zmechanizowany – Nysa
  - 13 pułk czołgów – Opole
  - 37 pułk artylerii haubic – Koźle
  - 2 dywizjon artylerii rakietowej – Koźle
  - 111 dywizjon artylerii przeciwlotniczej – Ząbkowice
  - 10 batalion rozpoznawczy – Opole
  - 18 batalion saperów – Opole
  - 48 batalion łączności – Nysa

- 4 Dywizja Piechoty – Krosno Odrzańskie
  - 11 pułk piechoty  – Krosno Odrzańskie
  - 12 pułk piechoty   – Gorzów Wielkopolski
  - 17 pułk piechoty  – Międzyrzecz
  - 41 batalion czołgów – Wędrzyn
  - 22 pułk artylerii – Sulechów
  - 6 dywizjon artylerii przeciwpancernej – Skwierzyna
  - 26 dywizjon artylerii przeciwlotniczej – Wędrzyn
  - 5 batalion saperów – Krosno Odrzańskie
  - 36 batalion łączności – Krosno Odrzańskie

- 5 Dywizja Pancerna – Gubin
  - 22 pułk czołgów – Żagań
  - 23 pułk czołgów – Słubice
  - 26 pułk czołgów – Gubin
  - 73 pułk zmechanizowany – Gubin
  - 2 batalion rozpoznawczy – Kostrzyn
  - 36 dywizjon artylerii haubic – Gubin
  - 12 dywizjon artylerii rakietowej – Gubin
  - 3 dywizjon artylerii przeciwlotniczej – Gubin
  - 66 batalion saperów – Kostrzyn
  - 59 batalion łączności – Gubin

- 10 Dywizja Pancerna – Opole
  - 2 pułk czołgów- Opole
  - 10 pułk czołgów - Opole
  - 71 pułk czołgów – Opole
  - 40 pułk zmechanizowany – Bolesławiec
  - 115 dywizjon artylerii haubic – Tarnowskie Góry
  - 8 dywizjon artylerii rakietowej – Strzegom
  - 24 dywizjon artylerii przeciwlotniczej – Lubliniec
  - 7 batalion rozpoznawczy – Opole
  - 21 batalion saperów – Świdnica
  - 41 batalion łączności – Opole

- 11 Dywizja Zmechanizowana – Żagań
  - 29 pułk zmechanizowany – Żagań
  - 38 pułk zmechanizowany – Kożuchów
  - 42 pułk zmechanizowany – Żary
  - 8 pułk czołgów – Żagań
  - 33 pułk artylerii haubic – Żary
  - 10 dywizjon artylerii rakietowej – Żary
  - 19 dywizjon artylerii przeciwlotniczej – Zgorzelec
  - 9 batalion rozpoznawczy – Żary
  - 16 batalion saperów – Żary
  - 34 batalion łączności – Żagań
- 11 Dywizja Artylerii Przeciwlotniczej – Brzeg
  - 80 pułk artylerii przeciwlotniczej – Leszno
  - 84 pułk artylerii przeciwlotniczej – Brzeg
  - 93 pułk artylerii przeciwlotniczej – Wrocław
- 34 szkolny batalion czołgów ciężkich – Biedrusko
- 31 Brygada Artylerii Armat – Głogów
- 91 pułk artylerii przeciwpancernej – Gniezno
- 156 pułk artylerii przeciwpancernej – Pleszew
- 1 pułk pontonowy – Brzeg
- 4 pułk saperów – Gorzów
- 5 batalion rozpoznania chemicznego – Krotoszyn
- 10 pułk łączności – Wrocław
- 56 batalion radioliniowy – Sieradz

## Wojska Lotnicze i Obrony Przeciwlotniczej Obszaru Kraju
- 1 Korpus OPL OK – Warszawa
  - 1 pułk lotnictwa myśliwskiego – Mińsk Mazowiecki
  - 2 pułk lotnictwa myśliwskiego – Kraków - Balice
  - 13 pułk lotnictwa myśliwskiego – Łęczyca
  - 39 pułk lotnictwa myśliwskiego – Mierzęcice
  - 42 eskadra lotnictwa łącznikowego – Warszawa
  - 9 Dywizja Artylerii OPL – Warszawa
    - 64 pułk artylerii OPL - Czerniaków
    - 86 pułk artylerii OPL - Bródno
    - 87 pułk artylerii OPL - Służewiec
    - 94 pułk artylerii OPL - Bielany

  - 13 Dywizja Artylerii OPL – Bytom
    - 85 pułk artylerii OPL - Wełnowiec
    - 89 pułk artylerii OPL - Chorzów
    - 96 pułk artylerii OPL - Zabrze
    - 97 pułk artylerii OPL - Będzin

  - 3 pułk artylerii OPL –Zgierz
  - 90 pułk artylerii OPL – Nowa Huta
  - 115 pułk artylerii OPL – Stalowa Wola
  - 3 batalion radiotechniczny – Sandomierz
  - 6 batalion radiotechniczny – Warszawa- Bemowo
  - 7 batalion radiotechniczny - Lublinek  k/Łodzi
  - 14 batalion radiotechniczny – Kraków- Rakowice

- 2 Korpus OPL OK – Bydgoszcz
  - 11 pułk lotnictwa myśliwskiego – Debrzno
  - 25 pułk lotnictwa myśliwskiego – Pruszcz Gdański
  - 28 pułk lotnictwa myśliwskiego – Słupsk
  - 19 eskadra holownicza – Słupsk
  - 43 eskadra lotnictwa łącznikowego – Bydgoszcz
  - 129 pułk artylerii OPL – Szczecin
  - 136 pułk artylerii OPL – Bydgoszcz
  - 2 batalion radiotechniczny – Grudziądz
  - 8 batalion radiotechniczny – Słupsk
  - 9 batalion radiotechniczny – Choszczno

- 3 Korpus OPL OK – Wrocław
  - 3 pułk lotnictwa myśliwskiego – Wrocław
  - 38 pułk lotnictwa myśliwskiego – Powidz
  - 45 pułk lotnictwa myśliwskiego – Babimost
  - 62 pułk lotnictwa myśliwskiego – Poznań- Krzesiny
  - 44 eskadra lotnictwa łącznikowego – Wrocław
  - 14 pułk artylerii OPL – Wrocław
  - 98 pułk artylerii OPL – Poznań
  - 18 batalion radiotechniczny – Poznań- Ławica
  - 22 batalion radiotechniczny – Wrocław- Strachowice
- Ośrodek Szkolenia Lotniczego im. Janka Krasickiego – Dęblin
  - 52 lotniczy pułk szkolny – Radzyń Podlaski
  - 59 lotniczy pułk szkolny – Biała Podlaska
  - 64 lotniczy pułk szkolny – Przasnysz
  - 23 eskadra szkolna – Dęblin
- Ośrodek Szkolenia Lotniczego im. Żwirki i Wigury – Radom
  - 31 lotniczy pułk szkolno- bojowy – Łask
  - 58 lotniczy pułk szkolno- bojowy – Dęblin
  - 60 lotniczy pułk szkolno- bojowy – Radom
  - 61 pułk szkolno-bojowy – Nowe Miasto nad Pilicą
- 36 samodzielny specjalny pułk lotniczy – Warszawa- Okęcie
- 27 eskadra lotnictwa sanitarnego – Warszawa- Okęcie

## Lotnictwo Operacyjne
- 9 Dywizja Lotnictwa Myśliwskiego – Malbork
  - 29 pułk lotnictwa myśliwskiego – Orneta
  - 41 pułk lotnictwa myśliwskiego – Malbork
- 11 Dywizja Lotnictwa Myśliwskiego – Świdwin
  - 26 pułk lotnictwa myśliwskiego – Zegrze Pomorskie
  - 40 pułk lotnictwa myśliwskiego – Świdwin
- 8 Dywizja Lotnictwa Myśliwsko- Szturmowego – Bydgoszcz
  - 4 pułk lotnictwa myśliwsko- szturmowego – Goleniów
  - 5 pułk lotnictwa myśliwsko-szturmowego – Bydgoszcz
  - 48 pułk lotnictwa myśliwsko- szturmowego – Inowrocław
- 16 Dywizja Lotnictwa Myśliwsko- Szturmowego – Piła
  - 6 pułk lotnictwa myśliwsko-szturmowego – Piła
  - 51 pułk lotnictwa myśliwsko-szturmowego – Piła
  - 53 pułk lotnictwa myśliwsko-szturmowego – Mirosławiec
- 15 Dywizja Lotnictwa Bombowego – Modlin
  - 7 pułk lotnictwa bombowego – Modlin
  - 33 pułk lotnictwa bombowego – Modlin
- 21 pułk lotnictwa rozpoznania taktycznego – Sochaczew
- 37 pułk łączności – Śrem
- 10 samodzielna eskadra korygowania ognia artylerii
- 11 samodzielna eskadra korygowania ognia artylerii
- 20 eskadra lotnictwa rozpoznania artyleryjskiego
- 14 eskadra lotnicza
- 17 eskadra lotnicza

## Marynarka Wojenna
- 1 Brygada Okrętów Podwodnych
  - ORP "Kurp"
  - ORP "Kaszub"
  - ORP "Krakowiak"
  - ORP "Kujawiak"
  - ORP "Mazur"
  - ORP "Sęp"
  - ORP "Ślązak"
- 3 Brygada Kutrów Torpedowych
- 11 dywizjonu ścigaczy
- 12 dywizjon trałowców
- 13 dywizjon trałowców
- 14 dywizjon kutrów trałowych
- 15 dywizjon kutrów trałowych

- Flotylla Okrętów Desantowych
- 7 dywizjon niszczycieli
  - ORP "Grom"
  - ORP "Wicher"
  - ORP "Błyskawica"
- 60 pułk artylerii OPL
- skadrowane baterie artylerii stałej

(3 9 11 13 15 17 18 19 27 31 34)
- 3 pułk piechoty morskiej – Dziwnów
- 29 batalion saperów
- 51 batalion łączności
- 30 pułk lotnictwa myśliwsko-szturmowego – Siemirowice
- 34 pułk lotnictwa myśliwskiego – Gdynia-Babie Doły
- 15 samodzielna eskadra rozpoznawcza – Siemirowice
- 18 mieszana eskadra lotnicza – Gdynia-Babie Doły
- 26 batalion obsługi lotnisk
- 50 batalion obsługi lotnisk
- poligon lotniczy